# Gx (digramme)
Cette page contient des caractères spéciaux ou non latins. S’ils s’affichent mal (▯, ?, etc.), consultez la page d’aide Unicode.
Pour les articles homonymes, voir GX.
Gx (minuscule gx) est un digramme de l'alphabet latin composé d'un G et d'un X.

## Linguistique
- En espéranto, le digramme « gx » sert à remplacer la lettre « Ĝ » en cas d’impossibilité d’utiliser cette lettre (par exemple si elle n’est pas disponible sur le clavier). Ainsi, il représente [ d͡ʒ]. Le digramme "gh" a la même fonction.

## Représentation informatique
Comme la majorité des digrammes, il n'existe aucun encodage de Gx sous un seul signe, il est toujours réalisé en accolant un G et un X.